# Relationell estetik
Relationell estetik är ett begrepp inom samtidskonsten på en socialt inriktad konst som fokuserar på mänskliga relationer och social interaktion.
Begreppet myntades av Nicolas Bourriaud år 1996, med anledning av att flera konstnärer sedan en tid använt mer interaktiva tekniker och performance-verk som bygger på människors respons. Bourriaud definierar det som "ett knippe konstnärliga utövningsområden som tar sin teoretiska och praktiska utgångspunkt ur helheten i mänskliga relationer och deras sociala kontext, snarare än en oberoende eller privat plats".